# Kaliwungu (Ngunut)
Kaliwungu is een bestuurslaag in het regentschap Tulungagung van de provincie Oost-Java, Indonesië. Kaliwungu telt 4060 inwoners (volkstelling 2010).